# 香港三百元紙幣
三百元紙幣是一種昔日的香港貨幣，面額為$300港元，但不在市面流通。

## 歷史
1862年至1866年間，呵加剌與馬士打文銀行曾發行300元紙幣的樣票，不在市面流通。